# Camí dels Cinc Ponts
El Camí dels Cinc Ponts és un camí situat al terme de Reus, i va des de la Munta-i-baixa pujant pel fons del barranc dels Cinc Ponts fins a trobar la riera de Castellvell, vora el punt on s'ajunta amb la riera de la Vidaleta, que més avall se'n diu de l'Abeurada. Poc abans d'arribar-hi s'ajunta amb el camí de la Mineta de Martorell, per fer cap al poble de Castellvell. Aquestes dues rieres fan de frontera entre els termes municipals de Reus i de Castellvell. El nom de Cinc Ponts està pres d'un aqüeducte que tenia cinc arcades, construït entre el 1444 i el 1448, i que permetia el reg de les terres de la zona.